# Српски кошаркашки клубови у европским такмичењима 2020/21.
Српски кошаркашки клубови у европским такмичењима 2020/21. имају два представника:
- Црвена звезда МТС је као учесник прекинуте Евролиге 2019/20. обезбедила место и у Евролиги 2020/21.
- Партизан НИС је као четвртфиналиста прекинутог Еврокупа 2019/20. обезбедио учешће и у Еврокупу 2020/21.

## Црвена звезда МТС у Евролиги

### Први део такмичења
|    | Тим                             | Игр. | Поб. | Изг. | П+   | П-   | П+/- | Бод |
| -- | ------------------------------- | ---- | ---- | ---- | ---- | ---- | ---- | --- |
| 1  | Барселона                       | 34   | 24   | 10   | 2706 | 2469 | +237 | 58  |
| 2  | ЦСКА Москва                     | 34   | 24   | 10   | 2817 | 2662 | +155 | 58  |
| 3  | Анадолу Ефес                    | 34   | 22   | 12   | 2838 | 2604 | +234 | 56  |
| 4  | Армани ексчејнџ Олимпија Милано | 34   | 21   | 13   | 2720 | 2599 | +121 | 55  |
| 5  | Бајерн Минхен                   | 34   | 21   | 13   | 2633 | 2599 | +34  | 55  |
| 6  | Реал Мадрид                     | 34   | 20   | 14   | 2667 | 2593 | +74  | 54  |
| 7  | Фенербахче Беко                 | 34   | 20   | 14   | 2661 | 2679 | -18  | 54  |
| 8  | Зенит Санкт Петербург           | 34   | 20   | 14   | 2670 | 2547 | +123 | 54  |
| 9  | Валенсија                       | 34   | 19   | 15   | 2762 | 2743 | +19  | 53  |
| 10 | ТД системс Басконија            | 34   | 18   | 16   | 2742 | 2619 | +123 | 52  |
| 11 | Жалгирис                        | 34   | 17   | 17   | 2630 | 2645 | -15  | 51  |
| 12 | Олимпијакос                     | 34   | 16   | 18   | 2628 | 2674 | -46  | 50  |
| 13 | Макаби Платика                  | 34   | 14   | 20   | 2608 | 2642 | -34  | 48  |
| 14 | Асвел                           | 34   | 13   | 21   | 2590 | 2714 | -124 | 47  |
| 15 | АЛБА Берлин                     | 34   | 12   | 22   | 2652 | 2790 | -138 | 46  |
| 16 | Панатинаикос ОПАП               | 34   | 11   | 23   | 2656 | 2782 | -126 | 45  |
| 17 | Црвена звезда МТС               | 34   | 10   | 24   | 2499 | 2684 | -185 | 44  |
| 18 | Химки                           | 34   | 4    | 30   | 2616 | 3050 | -434 | 38  |

- НАПОМЕНА: Поени постигнути у продужецима нису урачунати у табели, а не користе се ни за одређивање предности у случају да су тимови изједначени.

Легенда:
| 2. 10. 2020. 19:45 Извештај |                                                                             | Фенербахче Беко | 77 : 63                           | Црвена звезда МТС | Улкер спортска арена, Истанбул Гледаоци: 0 Судије: Луиђи Ламоника, Олегс Латишевс, Милан Недовић |  |
| 2. 10. 2020. 19:45 Извештај | Четвртине: 24:20, 18:10, 15:11, 20:22                                       |                 |                                   |                   | Улкер спортска арена, Истанбул Гледаоци: 0 Судије: Луиђи Ламоника, Олегс Латишевс, Милан Недовић |  |
| 2. 10. 2020. 19:45 Извештај | Поени: Браун 17 Скокови: Де Коло 16 Асистенције: Весели 8 Индекс: Де Коло 7 |                 | Лојд 15 Кузмић 7 Лојд 4 Кузмић 12 |                   | Улкер спортска арена, Истанбул Гледаоци: 0 Судије: Луиђи Ламоника, Олегс Латишевс, Милан Недовић |  |

| 9. 10. 2020. 19:00 Извештај |                                                                      | Црвена звезда МТС | 90 : 73                                       | ТД системс Басконија | Хала Пионир, Београд Гледаоци: 0 Судије: Христос Христодулу, Мехди Дифала, Кристапс Константиновс |  |
| 9. 10. 2020. 19:00 Извештај | Четвртине: 23:16, 13:15, 29:18, 25:24                                |                   |                                               |                      | Хала Пионир, Београд Гледаоци: 0 Судије: Христос Христодулу, Мехди Дифала, Кристапс Константиновс |  |
| 9. 10. 2020. 19:00 Извештај | Поени: Лојд 30 Скокови: Кузмић 8 Асистенције: Хол 11 Индекс: Лојд 34 |                   | Гиједрајтис 26 Џекири 5 Пјерија 10 Пјерија 19 |                      | Хала Пионир, Београд Гледаоци: 0 Судије: Христос Христодулу, Мехди Дифала, Кристапс Константиновс |  |

| 13. 10. 2020. 19:00 Извештај |                                                                          | Црвена звезда МТС | 69 : 75                                             | Жалгирис | Хала Пионир, Београд Гледаоци: 0 Судије: Ане Пантер, Карлос Кортес, Спирос Контас |  |
| 13. 10. 2020. 19:00 Извештај | Четвртине: 19:19, 14:20, 27:23, 9:13                                     |                   |                                                     |          | Хала Пионир, Београд Гледаоци: 0 Судије: Ане Пантер, Карлос Кортес, Спирос Контас |  |
| 13. 10. 2020. 19:00 Извештај | Поени: Лојд 19 Скокови: Кузмић 6 Асистенције: 4 играча 3 Индекс: Лојд 16 |                   | Лекавичијус 16 Ловерњ 8 Јокубајтис 5 Лекавичијус 20 |          | Хала Пионир, Београд Гледаоци: 0 Судије: Ане Пантер, Карлос Кортес, Спирос Контас |  |

| 11. 11. 2020. 20:45 Извештај |                                                                               | Асвел | 68 : 89                           | Црвена звезда МТС | Астробал, Вилербан Гледаоци: 0 Судије: Хуан Карлос Гарсија, Марћин Ковалски, Себастјен Кливаз |  |
| 11. 11. 2020. 20:45 Извештај | Четвртине: 21:17, 17:27, 15:23, 15:22                                         |       |                                   |                   | Астробал, Вилербан Гледаоци: 0 Судије: Хуан Карлос Гарсија, Марћин Ковалски, Себастјен Кливаз |  |
| 11. 11. 2020. 20:45 Извештај | Поени: Фриман 14 Скокови: Фал 7 Асистенције: Дио 6 Индекс: Јабуселе, Лајти 15 |       | Лојд 29 Тери 7 Волден 5 Волден 32 |                   | Астробал, Вилербан Гледаоци: 0 Судије: Хуан Карлос Гарсија, Марћин Ковалски, Себастјен Кливаз |  |

| 22. 10. 2020. 20:45 Извештај |                                                                                   | Црвена звезда МТС | 86 : 84                                    | ЦСКА Москва | Хала Пионир, Београд Гледаоци: 0 Судије: Луиђи Ламоника, Хуан Карлос Гарсија, Артурас Сукис |  |
| 22. 10. 2020. 20:45 Извештај | Четвртине: 18:20, 17:23, 11:8, 27:22, 13:11                                       |                   |                                            |             | Хала Пионир, Београд Гледаоци: 0 Судије: Луиђи Ламоника, Хуан Карлос Гарсија, Артурас Сукис |  |
| 22. 10. 2020. 20:45 Извештај | Поени: Лојд 31 Скокови: Јагодић Куриџа, Лојд 6 Асистенције: Хол 6 Индекс: Лојд 25 |                   | Хакет 29 Фојтман, Хакет 5 Џејмс 8 Хакет 39 |             | Хала Пионир, Београд Гледаоци: 0 Судије: Луиђи Ламоника, Хуан Карлос Гарсија, Артурас Сукис |  |

| 30. 10. 2020. 18:00 Извештај |                                                                            | Химки | 83 : 77                                     | Црвена звезда МТС | Арена Митишчи, Москва Гледаоци: 0 Судије: Сретен Радовић, Пјотр Пастусјак, Роберт Виклицки |  |
| 30. 10. 2020. 18:00 Извештај | Четвртине: 19:22, 25:18, 14:17, 25:20                                      |       |                                             |                   | Арена Митишчи, Москва Гледаоци: 0 Судије: Сретен Радовић, Пјотр Пастусјак, Роберт Виклицки |  |
| 30. 10. 2020. 18:00 Извештај | Поени: Маколум 23 Скокови: Мики 11 Асистенције: Швед 12 Индекс: Маколум 25 |       | Лојд 18 Лојд 7 Лојд, Рочести, Хол 3 Лојд 21 |                   | Арена Митишчи, Москва Гледаоци: 0 Судије: Сретен Радовић, Пјотр Пастусјак, Роберт Виклицки |  |

| 6. 11. 2020. 20:30 Извештај |                                                                                             | Бајерн Минхен | 74 : 59                              | Црвена звезда МТС | Ауди дом, Минхен Гледаоци: 0 Судије: Петри Мантила, Емилио Перез, Томаш Травицки |  |
| 6. 11. 2020. 20:30 Извештај | Четвртине: 18:14, 15:17, 22:20, 19:8                                                        |               |                                      |                   | Ауди дом, Минхен Гледаоци: 0 Судије: Петри Мантила, Емилио Перез, Томаш Травицки |  |
| 6. 11. 2020. 20:30 Извештај | Поени: Болдвин IV, Вејлер Баб 15 Скокови: Рејнолдс 11 Асистенције: Шишко 5 Индекс: Лучић 17 |               | О’Брајант 17 Тери 6 Лојд 3 Волден 16 |                   | Ауди дом, Минхен Гледаоци: 0 Судије: Петри Мантила, Емилио Перез, Томаш Травицки |  |

| 13. 11. 2020. 19:00 Извештај |                                                                                         | Црвена звезда МТС | 67 : 73                                    | Реал Мадрид | Хала Пионир, Београд Гледаоци: 0 Судије: Христос Христодулу, Емин Могулкоч, Амит Балак |  |
| 13. 11. 2020. 19:00 Извештај | Четвртине: 26:21, 16:15, 11:23, 14:14                                                   |                   |                                            |             | Хала Пионир, Београд Гледаоци: 0 Судије: Христос Христодулу, Емин Могулкоч, Амит Балак |  |
| 13. 11. 2020. 19:00 Извештај | Поени: Лојд 22 Скокови: О’Брајант 8 Асистенције: Давидовац, Лојд, Хол 3 Индекс: Лојд 20 |                   | Томпкинс 14 3 играча 6 Абалде 6 Рандолф 16 |             | Хала Пионир, Београд Гледаоци: 0 Судије: Христос Христодулу, Емин Могулкоч, Амит Балак |  |

| 18. 11. 2020. 20:45 Извештај |                                                                                           | Армани ексчејнџ Олимпија М. | 79 : 87                       | Црвена звезда МТС | Медиоланум Форум, Милано Гледаоци: 0 Судије: Матеј Болтаузер, Жозеф Бисанг, Петри Мантила |  |
| 18. 11. 2020. 20:45 Извештај | Четвртине: 23:18, 21:30, 16:18, 19:21                                                     |                             |                               |                   | Медиоланум Форум, Милано Гледаоци: 0 Судије: Матеј Болтаузер, Жозеф Бисанг, Петри Мантила |  |
| 18. 11. 2020. 20:45 Извештај | Поени: Мицов 13 Скокови: Делејни, Мицов, Хајнс 3 Асистенције: Родригез 5 Индекс: Мицов 14 |                             | Лојд 17 Тери 7 Лојд 5 Лојд 24 |                   | Медиоланум Форум, Милано Гледаоци: 0 Судије: Матеј Болтаузер, Жозеф Бисанг, Петри Мантила |  |

| 20. 11. 2020. 21:00 Извештај |                                                                               | Барселона | 76 : 65                               | Црвена звезда МТС | Дворана Блауграна, Барселона Гледаоци: 0 Судије: Луиђи Ламоника, Ане Пантер, Гитис Вилијус |  |
| 20. 11. 2020. 21:00 Извештај | Четвртине: 19:6, 20:16, 22:22, 15:21                                          |           |                                       |                   | Дворана Блауграна, Барселона Гледаоци: 0 Судије: Луиђи Ламоника, Ане Пантер, Гитис Вилијус |  |
| 20. 11. 2020. 21:00 Извештај | Поени: Миротић 23 Скокови: Ориола 5 Асистенције: Калатес 8 Индекс: Миротић 31 |           | Давидовац 12 Тери 6 Рочести 5 Тери 13 |                   | Дворана Блауграна, Барселона Гледаоци: 0 Судије: Луиђи Ламоника, Ане Пантер, Гитис Вилијус |  |

| 26. 11. 2020. 19:00 Извештај |                                                                                  | Црвена звезда МТС | 64 : 75                                 | Анадолу Ефес | Хала Пионир, Београд Гледаоци: 0 Судије: Мигел Анхел Перез, Спирос Контас, Амит Балак |  |
| 26. 11. 2020. 19:00 Извештај | Четвртине: 14:16, 22:24, 14:27, 14:8                                             |                   |                                         |              | Хала Пионир, Београд Гледаоци: 0 Судије: Мигел Анхел Перез, Спирос Контас, Амит Балак |  |
| 26. 11. 2020. 19:00 Извештај | Поени: Волден 14 Скокови: Кузмић 8 Асистенције: Лојд 4 Индекс: Волден, Кузмић 14 |                   | Ларкин 18 Моерман 9 Ларкин 5 Моерман 27 |              | Хала Пионир, Београд Гледаоци: 0 Судије: Мигел Анхел Перез, Спирос Контас, Амит Балак |  |

| 3. 12. 2020. 20:05 Извештај |                                                                                | Макаби Платика | 81 : 76                            | Црвена звезда МТС | Менора Мивташим арена, Тел Авив Гледаоци: 0 Судије: Данијел Јерезуело, Фернандо Роха, Артем Лаврухин |  |
| 3. 12. 2020. 20:05 Извештај | Четвртине: 23:20, 18:18, 15:17, 25:21                                          |                |                                    |                   | Менора Мивташим арена, Тел Авив Гледаоци: 0 Судије: Данијел Јерезуело, Фернандо Роха, Артем Лаврухин |  |
| 3. 12. 2020. 20:05 Извештај | Поени: Вилбекин 23 Скокови: Хантер 10 Асистенције: Џоунс 5 Индекс: Вилбекин 26 |                | Лојд 24 О’Брајант 8 Лојд 5 Лојд 25 |                   | Менора Мивташим арена, Тел Авив Гледаоци: 0 Судије: Данијел Јерезуело, Фернандо Роха, Артем Лаврухин |  |

| 10. 12. 2020. 19:00 Извештај |                                                                             | Црвена звезда МТС | 79 : 81                                     | Олимпијакос | Хала Пионир, Београд Гледаоци: 0 Судије: Дамир Јавор, Кармело Патернико, Жорди Алијага |  |
| 10. 12. 2020. 19:00 Извештај | Четвртине: 30:16, 15:21, 16:25, 18:19                                       |                   |                                             |             | Хала Пионир, Београд Гледаоци: 0 Судије: Дамир Јавор, Кармело Патернико, Жорди Алијага |  |
| 10. 12. 2020. 19:00 Извештај | Поени: О’Брајант 16 Скокови: 4 играча 4 Асистенције: Лојд 5 Индекс: Лојд 16 |                   | Принтезис 16 Мартин 6 Слукас 7 Принтезис 18 |             | Хала Пионир, Београд Гледаоци: 0 Судије: Дамир Јавор, Кармело Патернико, Жорди Алијага |  |

| 15. 12. 2020. 19:00 Извештај |                                                                           | Црвена звезда МТС | 84 : 90                           | АЛБА Берлин | Хала Пионир, Београд Гледаоци: 0 Судије: Борис Рижик, Карлос Перуга, Артурас Сукис |  |
| 15. 12. 2020. 19:00 Извештај | Четвртине: 16:15, 21:19, 20:14, 19:28, 8:14                               |                   |                                   |             | Хала Пионир, Београд Гледаоци: 0 Судије: Борис Рижик, Карлос Перуга, Артурас Сукис |  |
| 15. 12. 2020. 19:00 Извештај | Поени: Лојд 21 Скокови: О’Брајант 9 Асистенције: Волден 5 Индекс: Лојд 17 |                   | Ло 21 Олинде 7 Ло, Сива 6 Сива 26 |             | Хала Пионир, Београд Гледаоци: 0 Судије: Борис Рижик, Карлос Перуга, Артурас Сукис |  |

| 18. 12. 2020. 19:00 Извештај |                                                                                            | Црвена звезда МТС | 76 : 73                                               | Валенсија | Хала Пионир, Београд Гледаоци: 0 Судије: Луиђи Ламоника, Марћин Ковалски, Амит Балак |  |
| 18. 12. 2020. 19:00 Извештај | Четвртине: 20:22, 25:14, 12:21, 19:16                                                      |                   |                                                       |           | Хала Пионир, Београд Гледаоци: 0 Судије: Луиђи Ламоника, Марћин Ковалски, Амит Балак |  |
| 18. 12. 2020. 19:00 Извештај | Поени: Лојд 20 Скокови: Давидовац, Кузмић 5 Асистенције: Лојд 6 Индекс: Лојд, О’Брајант 18 |                   | Лабејри, Препелич 15 Лабејри 6 Хермансон 5 Лабејри 23 |           | Хала Пионир, Београд Гледаоци: 0 Судије: Луиђи Ламоника, Марћин Ковалски, Амит Балак |  |

| 22. 12. 2020. 18:00 Извештај |                                                                                    | Зенит Санкт Петербург | 98 : 69                                                                         | Црвена звезда МТС | Сибур арена, Санкт Петербург Гледаоци: 0 Судије: Сретен Радовић, Емин Могулкоч, Жорди Алијага |  |
| 22. 12. 2020. 18:00 Извештај | Четвртине: 30:12, 18:25, 21:17, 29:15                                              |                       |                                                                                 |                   | Сибур арена, Санкт Петербург Гледаоци: 0 Судије: Сретен Радовић, Емин Могулкоч, Жорди Алијага |  |
| 22. 12. 2020. 18:00 Извештај | Поени: Риверс 23 Скокови: Риверс, Томас 4 Асистенције: Поњитка 6 Индекс: Риверс 26 |                       | О’Брајант 13 О’Брајант, Симоновић 3 Волден, Давидовац, Ускоковић 2 О’Брајант 12 |                   | Сибур арена, Санкт Петербург Гледаоци: 0 Судије: Сретен Радовић, Емин Могулкоч, Жорди Алијага |  |

| 30. 12. 2020. 19:00 Извештај |                                                                            | Црвена звезда МТС | 74 : 71                                                | Панатинаикос ОПАП | Хала Пионир, Београд Гледаоци: 0 Судије: Мигел Анхел Перез, Кармело Патернико, Сефи Шемеш |  |
| 30. 12. 2020. 19:00 Извештај | Четвртине: 22:15, 26:22, 9:9, 17:25                                        |                   |                                                        |                   | Хала Пионир, Београд Гледаоци: 0 Судије: Мигел Анхел Перез, Кармело Патернико, Сефи Шемеш |  |
| 30. 12. 2020. 19:00 Извештај | Поени: Волден 17 Скокови: Кузмић 7 Асистенције: Волден 5 Индекс: Волден 15 |                   | Папапетру 20 Каселакис, Папајанис 5 Мек 5 Папапетру 15 |                   | Хала Пионир, Београд Гледаоци: 0 Судије: Мигел Анхел Перез, Кармело Патернико, Сефи Шемеш |  |

| 7. 1. 2021. 19:00 Извештај |                                                                                     | Црвена звезда МТС | 71 : 73                                  | Фенербахче Беко | Хала Пионир, Београд Гледаоци: 0 Судије: Христос Христодулу, Фернандо Роха, Роберт Виклицки |  |
| 7. 1. 2021. 19:00 Извештај | Четвртине: 22:18, 17:20, 14:15, 18:20                                               |                   |                                          |                 | Хала Пионир, Београд Гледаоци: 0 Судије: Христос Христодулу, Фернандо Роха, Роберт Виклицки |  |
| 7. 1. 2021. 19:00 Извештај | Поени: О’Брајант 17 Скокови: О’Брајант 10 Асистенције: Колом 5 Индекс: О’Брајант 30 |                   | Браун, Пјер 13 Гудурић 8 Браун 4 Пјер 19 |                 | Хала Пионир, Београд Гледаоци: 0 Судије: Христос Христодулу, Фернандо Роха, Роберт Виклицки |  |

| 18. 1. 2021. 19:00 Извештај |                                                                                           | Реал Мадрид | 77 : 79                               | Црвена звезда МТС | Визинк центар, Мадрид Гледаоци: 0 Судије: Христос Христодулу, Гитис Вилијус, Уже Тепеније |  |
| 18. 1. 2021. 19:00 Извештај | Четвртине: 21:23, 19:22, 18:21, 19:13                                                     |             |                                       |                   | Визинк центар, Мадрид Гледаоци: 0 Судије: Христос Христодулу, Гитис Вилијус, Уже Тепеније |  |
| 18. 1. 2021. 19:00 Извештај | Поени: Фернандез 11 Скокови: Таварес 9 Асистенције: Лапровитола 10 Индекс: Лапровитола 18 |             | Волден 18 Кузмић 9 Добрић 3 Добрић 21 |                   | Визинк центар, Мадрид Гледаоци: 0 Судије: Христос Христодулу, Гитис Вилијус, Уже Тепеније |  |

| 15. 1. 2021. 21:00 Извештај |                                                                               | Валенсија | 91 : 71                                               | Црвена звезда МТС | Арена Фуенте Сан Луис, Валенсија Гледаоци: 0 Судије: Борис Рижик, Елијас Коромилас, Аре Халико |  |
| 15. 1. 2021. 21:00 Извештај | Четвртине: 27:15, 22:27, 19:15, 23:14                                         |           |                                                       |                   | Арена Фуенте Сан Луис, Валенсија Гледаоци: 0 Судије: Борис Рижик, Елијас Коромилас, Аре Халико |  |
| 15. 1. 2021. 21:00 Извештај | Поени: Лабејри 16 Скокови: Тоби 5 Асистенције: Калинић 7 Индекс: Ван Росом 21 |           | О’Брајант 21 Хол 4 Јагодић Куриџа 6 Јагодић Куриџа 14 |                   | Арена Фуенте Сан Луис, Валенсија Гледаоци: 0 Судије: Борис Рижик, Елијас Коромилас, Аре Халико |  |

| 22. 1. 2021. 19:00 Извештај |                                                                                         | Црвена звезда МТС | 60 : 72                                          | Барселона | Хала Пионир, Београд Гледаоци: 0 Судије: Роберт Лотермозер, Марћин Ковалски, Микеле Роси |  |
| 22. 1. 2021. 19:00 Извештај | Четвртине: 11:21, 20:14, 14:22, 15:15                                                   |                   |                                                  |           | Хала Пионир, Београд Гледаоци: 0 Судије: Роберт Лотермозер, Марћин Ковалски, Микеле Роси |  |
| 22. 1. 2021. 19:00 Извештај | Поени: Добрић 11 Скокови: О’Брајант 8 Асистенције: Колом 4 Индекс: Волден, Давидовац 11 |                   | Хигинс 14 Миротић 8 Калатес 5 Калатес, Ориола 17 |           | Хала Пионир, Београд Гледаоци: 0 Судије: Роберт Лотермозер, Марћин Ковалски, Микеле Роси |  |

| 26. 1. 2021. 17:00 Извештај |                                                                             | Анадолу Ефес | 86 : 72                                         | Црвена звезда МТС | Синан Ердем Дом, Истанбул Гледаоци: 0 Судије: Хуан Карлос Гарсија, Јакуб Замојски, Артем Лаврухин |  |
| 26. 1. 2021. 17:00 Извештај | Четвртине: 29:13, 27:22, 19:17, 11:20                                       |              |                                                 |                   | Синан Ердем Дом, Истанбул Гледаоци: 0 Судије: Хуан Карлос Гарсија, Јакуб Замојски, Артем Лаврухин |  |
| 26. 1. 2021. 17:00 Извештај | Поени: Ларкин 23 Скокови: Моерман 10 Асистенције: Симон 6 Индекс: Ларкин 24 |              | Давидовац, Добрић 12 Рит 6 Колом 6 Давидовац 17 |                   | Синан Ердем Дом, Истанбул Гледаоци: 0 Судије: Хуан Карлос Гарсија, Јакуб Замојски, Артем Лаврухин |  |

| 29. 1. 2021. 20:45 Извештај |                                                                                          | Црвена звезда МТС | 78 : 81                      | Асвел | Хала Пионир, Београд Гледаоци: 0 Судије: Данијел Јерезуело, Фернандо Роха, Кристапс Константиновс |  |
| 29. 1. 2021. 20:45 Извештај | Четвртине: 23:25, 15:20, 18:12, 22:24                                                    |                   |                              |       | Хала Пионир, Београд Гледаоци: 0 Судије: Данијел Јерезуело, Фернандо Роха, Кристапс Константиновс |  |
| 29. 1. 2021. 20:45 Извештај | Поени: Волден, Добрић 17 Скокови: Кузмић 7 Асистенције: Волден, Лојд 3 Индекс: Волден 22 |                   | Кол 22 Фал 5 Лакомб 6 Кол 25 |       | Хала Пионир, Београд Гледаоци: 0 Судије: Данијел Јерезуело, Фернандо Роха, Кристапс Константиновс |  |

| 23. 2. 2021. 19:00 Извештај |                                                                              | Жалгирис | 75 : 62                                                 | Црвена звезда МТС | Жалгирис арена, Каунас Гледаоци: 0 Судије: Мехди Дифала, Емилио Перез, Раин Перанди |  |
| 23. 2. 2021. 19:00 Извештај | Четвртине: 22:26, 18:18, 20:14, 15:4                                         |          |                                                         |                   | Жалгирис арена, Каунас Гледаоци: 0 Судије: Мехди Дифала, Емилио Перез, Раин Перанди |  |
| 23. 2. 2021. 19:00 Извештај | Поени: Григонис 17 Скокови: Рубит 8 Асистенције: Вокап 7 Индекс: Григонис 24 |          | Лојд, Симоновић 16 Добрић, Кузмић 5 Давидовац 5 Лојд 17 |                   | Жалгирис арена, Каунас Гледаоци: 0 Судије: Мехди Дифала, Емилио Перез, Раин Перанди |  |

| 19. 2. 2021. 20:45 Извештај |                                                                           | Црвена звезда МТС | 75 : 76                                 | Зенит Санкт Петербург | Хала Пионир, Београд Гледаоци: 0 Судије: Христос Христодулу, Роберт Виклицки, Саулијус Рацис |  |
| 19. 2. 2021. 20:45 Извештај | Четвртине: 16:22, 20:26, 20:13, 19:15                                     |                   |                                         |                       | Хала Пионир, Београд Гледаоци: 0 Судије: Христос Христодулу, Роберт Виклицки, Саулијус Рацис |  |
| 19. 2. 2021. 20:45 Извештај | Поени: Лојд 21 Скокови: Кузмић 9 Асистенције: Ускоковић 6 Индекс: Лојд 20 |                   | Пангос 25 Гудаитис 6 Пангос 7 Пангос 25 |                       | Хала Пионир, Београд Гледаоци: 0 Судије: Христос Христодулу, Роберт Виклицки, Саулијус Рацис |  |

| 26. 2. 2021. 19:00 Извештај |                                                                         | ТД системс Басконија | 87 : 67                                      | Црвена звезда МТС | Фернандо Буеса арена, Виторија Гледаоци: 0 Судије: Борис Рижик, Кармело Патернико, Уже Тепеније |  |
| 26. 2. 2021. 19:00 Извештај | Четвртине: 21:16, 27:11, 18:21, 21:19                                   |                      |                                              |                   | Фернандо Буеса арена, Виторија Гледаоци: 0 Судије: Борис Рижик, Кармело Патернико, Уже Тепеније |  |
| 26. 2. 2021. 19:00 Извештај | Поени: Фал 20 Скокови: Полонара 8 Асистенције: Пјерија 6 Индекс: Фал 23 |                      | Лојд 14 Кузмић 7 Лојд, Ускоковић 3 Волден 14 |                   | Фернандо Буеса арена, Виторија Гледаоци: 0 Судије: Борис Рижик, Кармело Патернико, Уже Тепеније |  |

| 2. 3. 2021. 20:45 Извештај |                                                                                 | Црвена звезда МТС | 76 : 78                                            | Бајерн Минхен | Хала Пионир, Београд Гледаоци: 0 Судије: Хуан Карлос Гарсија, Артурас Сукис, Серхио Силва |  |
| 2. 3. 2021. 20:45 Извештај | Четвртине: 10:15, 25:16, 22:19, 19:28                                           |                   |                                                    |               | Хала Пионир, Београд Гледаоци: 0 Судије: Хуан Карлос Гарсија, Артурас Сукис, Серхио Силва |  |
| 2. 3. 2021. 20:45 Извештај | Поени: Лојд 26 Скокови: Добрић, Лојд 6 Асистенције: Ускоковић 3 Индекс: Лојд 24 |                   | Болдвин IV 27 Лучић, Џонсон 4 Сили 4 Болдвин IV 23 |               | Хала Пионир, Београд Гледаоци: 0 Судије: Хуан Карлос Гарсија, Артурас Сукис, Серхио Силва |  |

| 5. 3. 2021. 20:00 Извештај |                                                                                       | Олимпијакос | 94 : 79                                 | Црвена звезда МТС | Дворана мира и пријатељства, Пиреј Гледаоци: 0 Судије: Данијел Јерезуело, Јакуб Замојски, Синан Исгундер |  |
| 5. 3. 2021. 20:00 Извештај | Четвртине: 30:19, 23:29, 22:19, 19:12                                                 |             |                                         |                   | Дворана мира и пријатељства, Пиреј Гледаоци: 0 Судије: Данијел Јерезуело, Јакуб Замојски, Синан Исгундер |  |
| 5. 3. 2021. 20:00 Извештај | Поени: Макисик 20 Скокови: Елис 7 Асистенције: Слукас, Спанулис 7 Индекс: Везенков 26 |             | Симоновић 19 Лазић 5 Хол 7 Симоновић 14 |                   | Дворана мира и пријатељства, Пиреј Гледаоци: 0 Судије: Данијел Јерезуело, Јакуб Замојски, Синан Исгундер |  |

| 11. 3. 2021. 20:45 Извештај |                                                                    | Црвена звезда МТС | 92 : 81                                         | Химки | Хала Пионир, Београд Гледаоци: 0 Судије: Ане Пантер, Емилио Перез, Роберт Виклицки |  |
| 11. 3. 2021. 20:45 Извештај | Четвртине: 8:15, 26:23, 28:22, 30:21                               |                   |                                                 |       | Хала Пионир, Београд Гледаоци: 0 Судије: Ане Пантер, Емилио Перез, Роберт Виклицки |  |
| 11. 3. 2021. 20:45 Извештај | Поени: Лојд 22 Скокови: Лојд 4 Асистенције: Лојд 6 Индекс: Лојд 27 |                   | Маколум 29 Маколум, Мики 7 Маколум 6 Маколум 33 |       | Хала Пионир, Београд Гледаоци: 0 Судије: Ане Пантер, Емилио Перез, Роберт Виклицки |  |

| 19. 3. 2021. 20:00 Извештај |                                                                                                | Панатинаикос ОПАП | 82 : 86                                    | Црвена звезда МТС | Олимпијска дворана Никос Галис, Атина Гледаоци: 0 Судије: Борис Рижик, Микеле Роси, Жорди Алијага |  |
| 19. 3. 2021. 20:00 Извештај | Четвртине: 23:17, 17:23, 19:20, 23:26                                                          |                   |                                            |                   | Олимпијска дворана Никос Галис, Атина Гледаоци: 0 Судије: Борис Рижик, Микеле Роси, Жорди Алијага |  |
| 19. 3. 2021. 20:00 Извештај | Поени: Сант Рос 21 Скокови: Папајанис 8 Асистенције: Папапетру, Сант Рос 4 Индекс: Сант Рос 26 |                   | Лојд 27 Кузмић, Симоновић 5 Лојд 5 Лојд 30 |                   | Олимпијска дворана Никос Галис, Атина Гледаоци: 0 Судије: Борис Рижик, Микеле Роси, Жорди Алијага |  |

| 25. 3. 2021. 18:00 Извештај |                                                                           | ЦСКА Москва | 87 : 72                                               | Црвена звезда МТС | Мегаспорт арена, Москва Гледаоци: 4.402 Судије: Фернандо Роха, Елијас Коромилас, Микеле Роси |  |
| 25. 3. 2021. 18:00 Извештај | Четвртине: 31:19, 19:20, 21:20, 16:13                                     |             |                                                       |                   | Мегаспорт арена, Москва Гледаоци: 4.402 Судије: Фернандо Роха, Елијас Коромилас, Микеле Роси |  |
| 25. 3. 2021. 18:00 Извештај | Поени: Шенгелија 16 Скокови: Ерик 8 Асистенције: Џејмс 4 Индекс: Хакет 24 |             | Давидовац 20 Ноко 10 Волден, Давидовац 3 Давидовац 21 |                   | Мегаспорт арена, Москва Гледаоци: 4.402 Судије: Фернандо Роха, Елијас Коромилас, Микеле Роси |  |

| 30. 3. 2021. 19:00 Извештај |                                                                         | Црвена звезда МТС | 72 : 93                                | Армани ексчејнџ Олимпија М. | Хала Пионир, Београд Гледаоци: 0 Судије: Роберт Лотермозер, Хуан Карлос Гарсија, Артем Лаврухин |  |
| 30. 3. 2021. 19:00 Извештај | Четвртине: 12:22, 24:25, 15:28, 21:18                                   |                   |                                        |                             | Хала Пионир, Београд Гледаоци: 0 Судије: Роберт Лотермозер, Хуан Карлос Гарсија, Артем Лаврухин |  |
| 30. 3. 2021. 19:00 Извештај | Поени: Лојд 22 Скокови: Давидовац 6 Асистенције: Лојд 3 Индекс: Лојд 23 |                   | Пантер 23 Лидеј 5 Родригез 8 Пантер 23 |                             | Хала Пионир, Београд Гледаоци: 0 Судије: Роберт Лотермозер, Хуан Карлос Гарсија, Артем Лаврухин |  |

| 1. 4. 2021. 20:45 Извештај |                                                                                | Црвена звезда МТС | 76 : 64                           | Макаби Платика | Хала Пионир, Београд Гледаоци: 0 Судије: Мигел Анхел Перез, Гитис Вилијус, Марћин Ковалски |  |
| 1. 4. 2021. 20:45 Извештај | Четвртине: 15:21, 18:13, 20:11, 23:19                                          |                   |                                   |                | Хала Пионир, Београд Гледаоци: 0 Судије: Мигел Анхел Перез, Гитис Вилијус, Марћин Ковалски |  |
| 1. 4. 2021. 20:45 Извештај | Поени: Лојд 21 Скокови: Ноко, Симоновић 11 Асистенције: Лојд 4 Индекс: Лојд 23 |                   | Дорси 14 Жижић 6 Џоунс 5 Дорси 16 |                | Хала Пионир, Београд Гледаоци: 0 Судије: Мигел Анхел Перез, Гитис Вилијус, Марћин Ковалски |  |

| 8. 4. 2021. 20:00 Извештај |                                                                                  | АЛБА Берлин | 81 : 58                                                 | Црвена звезда МТС | Мерцедес-Бенц арена, Берлин Гледаоци: 0 Судије: Борис Рижик, Емилио Перез, Мехди Дифала |  |
| 8. 4. 2021. 20:00 Извештај | Четвртине: 24:22, 25:8, 17:16, 15:12                                             |             |                                                         |                   | Мерцедес-Бенц арена, Берлин Гледаоци: 0 Судије: Борис Рижик, Емилио Перез, Мехди Дифала |  |
| 8. 4. 2021. 20:00 Извештај | Поени: Сива 17 Скокови: Фонтекио 6 Асистенције: Грејнџер, Сива 8 Индекс: Сива 21 |             | Симоновић 12 Ноко 11 Лазић, Ускоковић 3 Кузмић, Ноко 12 |                   | Мерцедес-Бенц арена, Берлин Гледаоци: 0 Судије: Борис Рижик, Емилио Перез, Мехди Дифала |  |

### Појединачне статистике
Извор
| #  | Играч                | У  | М       | П    | 2П         | 3П        | СБ        | СН  | СО  | А   | УЛ  | ИЛ  | Б  | БП | ЛГ  | ИЛГ | И    |
| -- | -------------------- | -- | ------- | ---- | ---------- | --------- | --------- | --- | --- | --- | --- | --- | -- | -- | --- | --- | ---- |
| 00 | Џони О’Брајант       | 16 | 331:06  | 180  | 52 / 104   | 12 / 37   | 40 / 54   | 16  | 67  | 22  | 10  | 40  | 5  | 3  | 40  | 51  | 177  |
| 0  | Тејлор Рочести       | 9  | 101:28  | 35   | 9 / 16     | 5 / 11    | 2 / 2     | 2   | 4   | 18  | 0   | 9   | 1  | 1  | 9   | 4   | 32   |
| 1  | Лангстон Хол         | 21 | 340:36  | 109  | 32 / 77    | 12 / 29   | 9 / 9     | 11  | 22  | 58  | 17  | 37  | 2  | 6  | 44  | 16  | 86   |
| 2  | Кори Волден          | 30 | 700:44  | 314  | 54 / 117   | 41 / 105  | 83 / 99   | 10  | 43  | 69  | 27  | 56  | 3  | 11 | 87  | 129 | 298  |
| 3  | Џордан Лојд          | 29 | 793:08  | 502  | 111 / 214  | 55 / 177  | 115 / 127 | 19  | 85  | 94  | 34  | 68  | 5  | 16 | 85  | 145 | 478  |
| 4  | Алекса Ускоковић     | 16 | 220:37  | 69   | 21 / 40    | 5 / 14    | 12 / 15   | 4   | 20  | 33  | 5   | 22  | 0  | 4  | 29  | 16  | 61   |
| 7  | Дејан Давидовац      | 33 | 747:29  | 236  | 60 / 106   | 28 / 74   | 32 / 41   | 27  | 66  | 53  | 33  | 35  | 7  | 6  | 69  | 62  | 273  |
| 10 | Бранко Лазић         | 33 | 538:44  | 89   | 14 / 36    | 17 / 48   | 10 / 11   | 13  | 30  | 24  | 19  | 11  | 0  | 4  | 76  | 23  | 53   |
| 11 | Дуоп Рит             | 23 | 306:24  | 111  | 30 / 46    | 14 / 40   | 9 / 11    | 17  | 26  | 5   | 4   | 8   | 7  | 3  | 35  | 13  | 93   |
| 12 | Алекса Раданов       | 14 | 159:32  | 41   | 11 / 29    | 3 / 10    | 10 / 12   | 7   | 12  | 7   | 2   | 10  | 0  | 5  | 22  | 16  | 21   |
| 13 | Огњен Добрић         | 32 | 595:50  | 264  | 33 / 83    | 52 / 114  | 42 / 49   | 15  | 48  | 24  | 28  | 34  | 1  | 7  | 44  | 48  | 224  |
| 19 | Марко Симоновић      | 23 | 428:31  | 122  | 13 / 35    | 27 / 59   | 15 / 21   | 6   | 48  | 11  | 6   | 9   | 0  | 3  | 37  | 23  | 107  |
| 21 | Марко Јагодић Куриџа | 34 | 636:07  | 148  | 39 / 102   | 13 / 37   | 31 / 40   | 36  | 63  | 38  | 13  | 22  | 3  | 10 | 70  | 51  | 154  |
| 22 | Бориша Симанић       | 3  | 13:01   | 3    | 0 / 0      | 1 / 2     | 0 / 0     | 0   | 3   | 1   | 1   | 1   | 0  | 0  | 2   | 0   | 4    |
| 32 | Огњен Кузмић         | 32 | 445:24  | 123  | 49 / 90    | 0 / 0     | 25 / 39   | 56  | 69  | 8   | 10  | 16  | 9  | 5  | 38  | 34  | 195  |
| 33 | Емануел Тери         | 9  | 169:45  | 50   | 20 / 31    | 0 / 0     | 10 / 17   | 14  | 26  | 4   | 4   | 9   | 10 | 2  | 24  | 13  | 68   |
| 35 | Ландри Ноко          | 10 | 208:19  | 71   | 32 / 55    | 0 / 0     | 7 / 12    | 21  | 31  | 7   | 6   | 15  | 7  | 3  | 18  | 19  | 98   |
| 55 | Кино Колом           | 8  | 113:15  | 53   | 7 / 17     | 7 / 15    | 18 / 23   | 1   | 6   | 20  | 1   | 20  | 0  | 2  | 6   | 17  | 47   |
|    | Укупно               |    | 6850:00 | 2520 | 587 / 1198 | 292 / 772 | 470 / 582 | 334 | 720 | 496 | 220 | 454 | 60 | 91 | 735 | 680 | 2547 |

## Партизан НИС у Еврокупу

### Прва фаза „Топ 24“ — Група А
Партизан НИС је на жребу, одржаном 10. јула 2020. године, из трећег шешира сврстан у групу А.
|    | Екипа                   | Игр. | Поб. | Изг. | П+  | П-  | П+/- | Тај-брек  |
| -- | ----------------------- | ---- | ---- | ---- | --- | --- | ---- | --------- |
| 1. | Дивина сегурос Хувентуд | 10   | 8    | 2    | 849 | 783 | +66  |           |
| 2. | УНИКС Казањ             | 10   | 6    | 4    | 827 | 797 | +30  | 3—1       |
| 3. | Бург                    | 10   | 6    | 4    | 810 | 777 | +33  | 2—2       |
| 4. | Партизан НИС            | 10   | 6    | 4    | 810 | 784 | +26  | 1—3       |
| 5. | Бахчешехир колеџи       | 10   | 2    | 8    | 810 | 827 | -17  | 1—1 (+34) |
| 6. | Умана Рејер Венеција    | 10   | 2    | 8    | 744 | 882 | -138 | 1—1 (-34) |

- НАПОМЕНА: Поени постигнути у продужецима нису урачунати у табели, а не користе се ни за одређивање предности у случају да су тимови изједначени.

Легенда:
| 30. 9. 2020. 20:45 Извештај |                                                                                             | Дивина сегурос Хувентуд | 85 : 82                           | Партизан НИС | Олимпијски павиљон Бадалона, Бадалона Гледаоци: 1.125 Судије: Роберт Лотермозер, Раин Перанди, Уже Тепеније |  |
| 30. 9. 2020. 20:45 Извештај | Четвртине: 21:17, 19:31, 21:23, 24:11                                                       |                         |                                   |              | Олимпијски павиљон Бадалона, Бадалона Гледаоци: 1.125 Судије: Роберт Лотермозер, Раин Перанди, Уже Тепеније |  |
| 30. 9. 2020. 20:45 Извештај | Поени: Димитријевић, Морган 14 Скокови: Бродзјански 9 Асистенције: Басас 7 Индекс: Рибас 20 |                         | Томас 15 Томас 8 Томас 4 Томас 21 |              | Олимпијски павиљон Бадалона, Бадалона Гледаоци: 1.125 Судије: Роберт Лотермозер, Раин Перанди, Уже Тепеније |  |

| 6. 10. 2020. 20:30 Извештај |                                                                                   | Партизан НИС | 95 : 73                       | Умана Рејер Венеција | Хала спортова Ранко Жеравица, Београд Гледаоци: 0 Судије: Христос Хростодулу, Мехди Дифала, Кристапс Константиновс |  |
| 6. 10. 2020. 20:30 Извештај | Четвртине: 23:23, 19:20, 33:15, 20:15                                             |              |                               |                      | Хала спортова Ранко Жеравица, Београд Гледаоци: 0 Судије: Христос Хростодулу, Мехди Дифала, Кристапс Константиновс |  |
| 6. 10. 2020. 20:30 Извештај | Поени: Томас 22 Скокови: Мозли 7 Асистенције: Милер Макинтајер 6 Индекс: Томас 28 |              | Вот 16 Чапел 5 Стоун 4 Вот 15 |                      | Хала спортова Ранко Жеравица, Београд Гледаоци: 0 Судије: Христос Хростодулу, Мехди Дифала, Кристапс Константиновс |  |

| 14. 10. 2020. 18:00 Извештај |                                                                            | УНИКС Казањ | 93 : 70                                                       | Партизан НИС | Баскет хол арена, Казањ Гледаоци: 2.221 Судије: Кармело Патернико, Томислав Хордов, Станислав Валејев |  |
| 14. 10. 2020. 18:00 Извештај | Четвртине: 22:13, 15:19, 30:21, 26:17                                      |             |                                                               |              | Баскет хол арена, Казањ Гледаоци: 2.221 Судије: Кармело Патернико, Томислав Хордов, Станислав Валејев |  |
| 14. 10. 2020. 18:00 Извештај | Поени: Канан 23 Скокови: Браун III 9 Асистенције: Смит 7 Индекс: Морган 27 |             | Јанковић 12 Дангубић 6 Милер Макинтајер 4 Милер Макинтајер 15 |              | Баскет хол арена, Казањ Гледаоци: 2.221 Судије: Кармело Патернико, Томислав Хордов, Станислав Валејев |  |

| 20. 10. 2020. 18:00 Извештај |                                                                     | Бахчешехир колеџи | 76 : 82                                                            | Партизан НИС | Акатлар арена, Истанбул Гледаоци: 0 Судије: Данијел Јерезуело, Едуард Удјанскиј, Денис Хаџић |  |
| 20. 10. 2020. 18:00 Извештај | Четвртине: 17:24, 22:14, 17:21, 20:23                               |                   |                                                                    |              | Акатлар арена, Истанбул Гледаоци: 0 Судије: Данијел Јерезуело, Едуард Удјанскиј, Денис Хаџић |  |
| 20. 10. 2020. 18:00 Извештај | Поени: Грин 23 Скокови: Џоунс 8 Асистенције: Грин 3 Индекс: Грин 30 |                   | Милер Макинтајер 22 Томас 9 Милер Макинтајер 7 Милер Макинтајер 28 |              | Акатлар арена, Истанбул Гледаоци: 0 Судије: Данијел Јерезуело, Едуард Удјанскиј, Денис Хаџић |  |

| 28. 10. 2020. 20:30 Извештај |                                                                                          | Партизан НИС | 76 : 89                                   | Бург | Хала спортова Ранко Жеравица, Београд Гледаоци: 0 Судије: Елијас Коромилас, Микола Амбросов, Синан Исгудер |  |
| 28. 10. 2020. 20:30 Извештај | Четвртине: 19:22, 21:35, 18:17, 18:15                                                    |              |                                           |      | Хала спортова Ранко Жеравица, Београд Гледаоци: 0 Судије: Елијас Коромилас, Микола Амбросов, Синан Исгудер |  |
| 28. 10. 2020. 20:30 Извештај | Поени: Гордић 15 Скокови: Томас 8 Асистенције: Гордић, М. Макинтајер 4 Индекс: Гордић 15 |              | Пелос 28 Пелос 7 Ален, Анђушић 4 Пелос 33 |      | Хала спортова Ранко Жеравица, Београд Гледаоци: 0 Судије: Елијас Коромилас, Микола Амбросов, Синан Исгудер |  |

| 19. 11. 2020. 20:30 Извештај |                                                                                       | Партизан НИС | 78 : 75                                      | Дивина сегурос Хувентуд | Хала спортова Ранко Жеравица, Београд Гледаоци: 0 Судије: Јанис Фуфис, Јургис Лауринавичијус, Станислав Валејев |  |
| 19. 11. 2020. 20:30 Извештај | Четвртине: 18:19, 23:14, 22:16, 15:26                                                 |              |                                              |                         | Хала спортова Ранко Жеравица, Београд Гледаоци: 0 Судије: Јанис Фуфис, Јургис Лауринавичијус, Станислав Валејев |  |
| 19. 11. 2020. 20:30 Извештај | Поени: Гордић 16 Скокови: Томас, Трифуновић 5 Асистенције: Гордић 4 Индекс: Гордић 21 |              | Досон 19 Биргандер 5 Басас 11 Бродзјански 20 |                         | Хала спортова Ранко Жеравица, Београд Гледаоци: 0 Судије: Јанис Фуфис, Јургис Лауринавичијус, Станислав Валејев |  |

| 29. 12. 2020. 20:30 Извештај |                                                                      | Умана Рејер Венеција | 59 : 79                                      | Партизан НИС | Палата спортова Ђузепе Талијерсио, Венеција Гледаоци: 0 Судије: Хуан Карлос Гарсија, Сашо Петек, Хусејин Челик |  |
| 29. 12. 2020. 20:30 Извештај | Четвртине: 18:11, 15:16, 12:28, 14:24                                |                      |                                              |              | Палата спортова Ђузепе Талијерсио, Венеција Гледаоци: 0 Судије: Хуан Карлос Гарсија, Сашо Петек, Хусејин Челик |  |
| 29. 12. 2020. 20:30 Извештај | Поени: Вот 21 Скокови: Фоту 7 Асистенције: 4 играча 3 Индекс: Вот 29 |                      | Томас 17 Мозли 8 Милер Макинтајер 6 Томас 23 |              | Палата спортова Ђузепе Талијерсио, Венеција Гледаоци: 0 Судије: Хуан Карлос Гарсија, Сашо Петек, Хусејин Челик |  |

| 17. 11. 2020. 20:30 Извештај |                                                                                                   | Партизан НИС | 89 : 86                           | УНИКС Казањ | Хала спортова Ранко Жеравица, Београд Гледаоци: 0 Судије: Христос Христодулу, Раин Перанди, Кристапс Константиновс |  |
| 17. 11. 2020. 20:30 Извештај | Четвртине: 20:26, 20:13, 23:21, 26:26                                                             |              |                                   |             | Хала спортова Ранко Жеравица, Београд Гледаоци: 0 Судије: Христос Христодулу, Раин Перанди, Кристапс Константиновс |  |
| 17. 11. 2020. 20:30 Извештај | Поени: Милер Макинтајер 25 Скокови: Загорац 8 Асистенције: 3 играча 4 Индекс: Милер Макинтајер 23 |              | Канан 19 Морган 7 Смит 6 Браун 23 |             | Хала спортова Ранко Жеравица, Београд Гледаоци: 0 Судије: Христос Христодулу, Раин Перанди, Кристапс Константиновс |  |

| 9. 12. 2020. 20:30 Извештај |                                                                                          | Партизан НИС | 88 : 75                                   | Бахчешехир колеџи | Хала спортова Ранко Жеравица, Београд Гледаоци: 0 Судије: Дамир Јавор, Кармело Патернико, Микола Амбросов |  |
| 9. 12. 2020. 20:30 Извештај | Четвртине: 25:17, 17:20, 17:21, 29:17                                                    |              |                                           |                   | Хала спортова Ранко Жеравица, Београд Гледаоци: 0 Судије: Дамир Јавор, Кармело Патернико, Микола Амбросов |  |
| 9. 12. 2020. 20:30 Извештај | Поени: Томас 18 Скокови: Мозли, Томас 6 Асистенције: Милер Макинтајер 5 Индекс: Томас 25 |              | Грин 25 Јилмаз, Робинсон 6 Грин 6 Грин 28 |                   | Хала спортова Ранко Жеравица, Београд Гледаоци: 0 Судије: Дамир Јавор, Кармело Патернико, Микола Амбросов |  |

| 15. 12. 2020. 20:45 Извештај |                                                                           | Бург | 73 : 71                                      | Партизан НИС | Дворана Екинокс, Бург ан Брес Гледаоци: 0 Судије: Аре Халико, Саулијус Рацис, Денис Хаџић |  |
| 15. 12. 2020. 20:45 Извештај | Четвртине: 21:26, 19:15, 16:18, 17:12                                     |      |                                              |              | Дворана Екинокс, Бург ан Брес Гледаоци: 0 Судије: Аре Халико, Саулијус Рацис, Денис Хаџић |  |
| 15. 12. 2020. 20:45 Извештај | Поени: Анђушић 16 Скокови: Омић 7 Асистенције: Бенитез 4 Индекс: Пелос 18 |      | Томас 15 Мозли 7 Милер Макинтајер 6 Томас 24 |              | Дворана Екинокс, Бург ан Брес Гледаоци: 0 Судије: Аре Халико, Саулијус Рацис, Денис Хаџић |  |

### Друга фаза „Топ 16“ — Група Ф
|    | Екипа                    | Игр. | Поб. | Изг. | П+  | П-  | П+/- | Тај-брек |
| -- | ------------------------ | ---- | ---- | ---- | --- | --- | ---- | -------- |
| 1. | Булоњ Метрополитан 92    | 6    | 4    | 2    | 435 | 441 | -6   |          |
| 2. | Локомотива Кубањ         | 6    | 3    | 3    | 489 | 464 | +25  | 1—1 (+2) |
| 3. | Доломити енерђија Тренто | 6    | 3    | 3    | 441 | 446 | -5   | 1—1 (-2) |
| 4. | Партизан НИС             | 6    | 2    | 4    | 395 | 409 | -14  |          |

- НАПОМЕНА: Поени постигнути у продужецима нису урачунати у табели, а не користе се ни за одређивање предности у случају да су тимови изједначени.

Легенда:
| 13. 1. 2021. 20:30 Извештај |                                                                                     | Партизан НИС | 71 : 43                                    | Доломити енерђија Тренто | Хала спортова Ранко Жеравица, Београд Гледаоци: 0 Судије: Карлос Перуга, Амит Балак, Синан Исгундер |  |
| 13. 1. 2021. 20:30 Извештај | Четвртине: 24:16, 11:4, 19:10, 17:13                                                |              |                                            |                          | Хала спортова Ранко Жеравица, Београд Гледаоци: 0 Судије: Карлос Перуга, Амит Балак, Синан Исгундер |  |
| 13. 1. 2021. 20:30 Извештај | Поени: Мозли 12 Скокови: Милер Макинтајер 8 Асистенције: Перкинс 6 Индекс: Мозли 22 |              | Вилијамс 15 Вилијамс 8 Браун 5 Вилијамс 17 |                          | Хала спортова Ранко Жеравица, Београд Гледаоци: 0 Судије: Карлос Перуга, Амит Балак, Синан Исгундер |  |

| 19. 1. 2021. 20:45 Извештај |                                                                    | Булоњ Метрополитан 92 | 79 : 62                                                                | Партизан НИС | Палата спортова Марсел Сердан, Левалоа Пере Гледаоци: 0 Судије: Елијас Коромилас, Жорди Алијага, Себастјен Кливаз |  |
| 19. 1. 2021. 20:45 Извештај | Четвртине: 22:11, 16:19, 23:16, 18:16                              |                       |                                                                        |              | Палата спортова Марсел Сердан, Левалоа Пере Гледаоци: 0 Судије: Елијас Коромилас, Жорди Алијага, Себастјен Кливаз |  |
| 19. 1. 2021. 20:45 Извештај | Поени: Мишино 16 Скокови: Рос 8 Асистенције: Стол 5 Индекс: Рос 22 |                       | Загорац, Милер Макинтајер 14 Милер Макинтајер, Мозли 5 Пејџ 4 Мозли 20 |              | Палата спортова Марсел Сердан, Левалоа Пере Гледаоци: 0 Судије: Елијас Коромилас, Жорди Алијага, Себастјен Кливаз |  |

| 27. 1. 2021. 17:30 Извештај |                                                                                                | Локомотива Кубањ | 74 : 67                                          | Партизан НИС | Баскет-хол арена, Краснодар Гледаоци: 1.240 Судије: Мигел Анхел Перез, Јанис Фуфис, Јургис Лауринавичијус |  |
| 27. 1. 2021. 17:30 Извештај | Четвртине: 19:17, 18:13, 17:19, 20:18                                                          |                  |                                                  |              | Баскет-хол арена, Краснодар Гледаоци: 1.240 Судије: Мигел Анхел Перез, Јанис Фуфис, Јургис Лауринавичијус |  |
| 27. 1. 2021. 17:30 Извештај | Поени: Камингс 15 Скокови: Линч, Херви 5 Асистенције: Калнијетис, Камингс 4 Индекс: Камингс 15 |                  | Величковић 15 Дангубић 7 Јарамаз 6 Величковић 16 |              | Баскет-хол арена, Краснодар Гледаоци: 1.240 Судије: Мигел Анхел Перез, Јанис Фуфис, Јургис Лауринавичијус |  |

| 3. 2. 2021. 20:30 Извештај |                                                                                   | Партизан НИС | 71 : 69                                  | Локомотива Кубањ | Хала спортова Ранко Жеравица, Београд Гледаоци: 0 Судије: Христос Христодулу, Жозеф Бисанг, Едуард Удјанскиј |  |
| 3. 2. 2021. 20:30 Извештај | Четвртине: 22:24, 13:24, 17:8, 19:13                                              |              |                                          |                  | Хала спортова Ранко Жеравица, Београд Гледаоци: 0 Судије: Христос Христодулу, Жозеф Бисанг, Едуард Удјанскиј |  |
| 3. 2. 2021. 20:30 Извештај | Поени: Томас 23 Скокови: Томас 8 Асистенције: Јарамаз, Перкинс 4 Индекс: Томас 24 |              | Крофорд 16 Херви 12 Мотовилов 4 Херви 20 |                  | Хала спортова Ранко Жеравица, Београд Гледаоци: 0 Судије: Христос Христодулу, Жозеф Бисанг, Едуард Удјанскиј |  |

| 3. 3. 2021. 20:00 Извештај |                                                                               | Доломити енерђија Тренто | 69 : 54                                    | Партизан НИС | ПалаТренто, Тренто Гледаоци: 0 Судије: Роберт Лотермозер, Аре Халико, Хусејин Челик |  |
| 3. 3. 2021. 20:00 Извештај | Четвртине: 15:19, 14:9, 25:8, 15:18                                           |                          |                                            |              | ПалаТренто, Тренто Гледаоци: 0 Судије: Роберт Лотермозер, Аре Халико, Хусејин Челик |  |
| 3. 3. 2021. 20:00 Извештај | Поени: Вилијамс 16 Скокови: Мартин 7 Асистенције: Браун 7 Индекс: Вилијамс 22 |                          | Томас 17 Јанковић 10 Јарамаз 5 Јанковић 14 |              | ПалаТренто, Тренто Гледаоци: 0 Судије: Роберт Лотермозер, Аре Халико, Хусејин Челик |  |

| 10. 3. 2021. 20:30 Извештај |                                                                              | Партизан НИС | 70 : 75                                   | Булоњ Метрополитан 92 | Арена Стожице, Љубљана Гледаоци: 0 Судије: Данијел Јерезуело, Ник ван ден Брек, Станислав Валејев |  |
| 10. 3. 2021. 20:30 Извештај | Четвртине: 21:19, 14:16, 24:21, 11:19                                        |              |                                           |                       | Арена Стожице, Љубљана Гледаоци: 0 Судије: Данијел Јерезуело, Ник ван ден Брек, Станислав Валејев |  |
| 10. 3. 2021. 20:30 Извештај | Поени: Томас 20 Скокови: Јанковић 10 Асистенције: Јарамаз 6 Индекс: Томас 31 |              | Браун 18 Браун, Конате 6 Браун 4 Браун 19 |                       | Арена Стожице, Љубљана Гледаоци: 0 Судије: Данијел Јерезуело, Ник ван ден Брек, Станислав Валејев |  |

### Појединачне статистике
Извор
| #  | Играч                 | У  | М       | П    | 2П        | 3П        | СБ        | СН  | СО  | А   | УЛ  | ИЛ  | Б  | БП | ЛГ  | ИЛГ | И    |
| -- | --------------------- | -- | ------- | ---- | --------- | --------- | --------- | --- | --- | --- | --- | --- | -- | -- | --- | --- | ---- |
| 00 | Ерик Мика             | 12 | 183:27  | 76   | 31 / 56   | 1 / 2     | 11 / 19   | 21  | 23  | 8   | 4   | 19  | 5  | 4  | 23  | 21  | 78   |
| 0  | Коди Милер Макинтајер | 12 | 315:54  | 157  | 46 / 84   | 15 / 38   | 20 / 26   | 3   | 44  | 54  | 20  | 31  | 1  | 6  | 23  | 31  | 183  |
| 3  | Раде Загорац          | 14 | 277:00  | 84   | 25 / 41   | 9 / 37    | 7 / 11    | 15  | 33  | 15  | 5   | 14  | 4  | 2  | 30  | 14  | 76   |
| 6  | Немања Дангубић       | 16 | 338:33  | 85   | 17 / 44   | 14 / 38   | 9 / 17    | 13  | 35  | 9   | 9   | 21  | 0  | 2  | 34  | 30  | 65   |
| 7  | Немања Гордић         | 9  | 144:25  | 60   | 17 / 32   | 5 / 17    | 11 / 13   | 3   | 10  | 23  | 2   | 13  | 0  | 2  | 10  | 12  | 56   |
| 8  | Стефан Јанковић       | 3  | 41:45   | 18   | 2 / 7     | 4 / 9     | 2 / 2     | 5   | 1   | 0   | 0   | 1   | 1  | 1  | 5   | 3   | 11   |
| 9  | Лазар Стефановић      | 2  | 6:49    | 0    | 0 / 1     | 0 / 1     | 0 / 0     | 0   | 0   | 0   | 0   | 0   | 0  | 0  | 2   | 0   | -4   |
| 10 | Огњен Јарамаз         | 11 | 249:45  | 104  | 19 / 43   | 13 / 47   | 27 / 32   | 6   | 14  | 29  | 12  | 22  | 0  | 7  | 26  | 43  | 90   |
| 11 | Брајан Ангола         | 1  | 4:34    | 0    | 0 / 1     | 0 / 0     | 0 / 0     | 0   | 0   | 0   | 0   | 0   | 0  | 0  | 1   | 0   | -2   |
| 12 | Новица Величковић     | 8  | 98:01   | 42   | 10 / 22   | 5 / 10    | 7 / 7     | 5   | 13  | 4   | 3   | 9   | 1  | 3  | 17  | 16  | 38   |
| 13 | Џош Перкинс           | 6  | 106:54  | 43   | 6 / 17    | 7 / 18    | 10 / 15   | 4   | 15  | 17  | 2   | 11  | 0  | 3  | 12  | 12  | 40   |
| 21 | Никола Јанковић       | 16 | 252:15  | 99   | 42 / 78   | 0 / 6     | 15 / 31   | 40  | 26  | 11  | 3   | 19  | 2  | 7  | 39  | 26  | 84   |
| 24 | Никола Радовановић    | 1  | 0:12    | 0    | 0 / 0     | 0 / 0     | 0 / 0     | 0   | 0   | 0   | 0   | 0   | 0  | 0  | 0   | 0   | 0    |
| 25 | Рашон Томас           | 14 | 365:43  | 190  | 63 / 106  | 8 / 32    | 40 / 58   | 21  | 56  | 18  | 32  | 30  | 9  | 4  | 38  | 58  | 227  |
| 32 | Урош Трифуновић       | 14 | 161:57  | 41   | 7 / 24    | 7 / 24    | 6 / 10    | 6   | 12  | 5   | 6   | 6   | 0  | 1  | 17  | 9   | 17   |
| 42 | Вилијам Мозли         | 12 | 236:33  | 53   | 19 / 32   | 0 / 0     | 15 / 21   | 18  | 38  | 7   | 6   | 13  | 13 | 2  | 28  | 28  | 101  |
|    | Укупно                |    | 3200:00 | 1205 | 319 / 614 | 126 / 365 | 189 / 274 | 196 | 369 | 234 | 115 | 238 | 39 | 45 | 327 | 321 | 1250 |